# 泰国南部地区

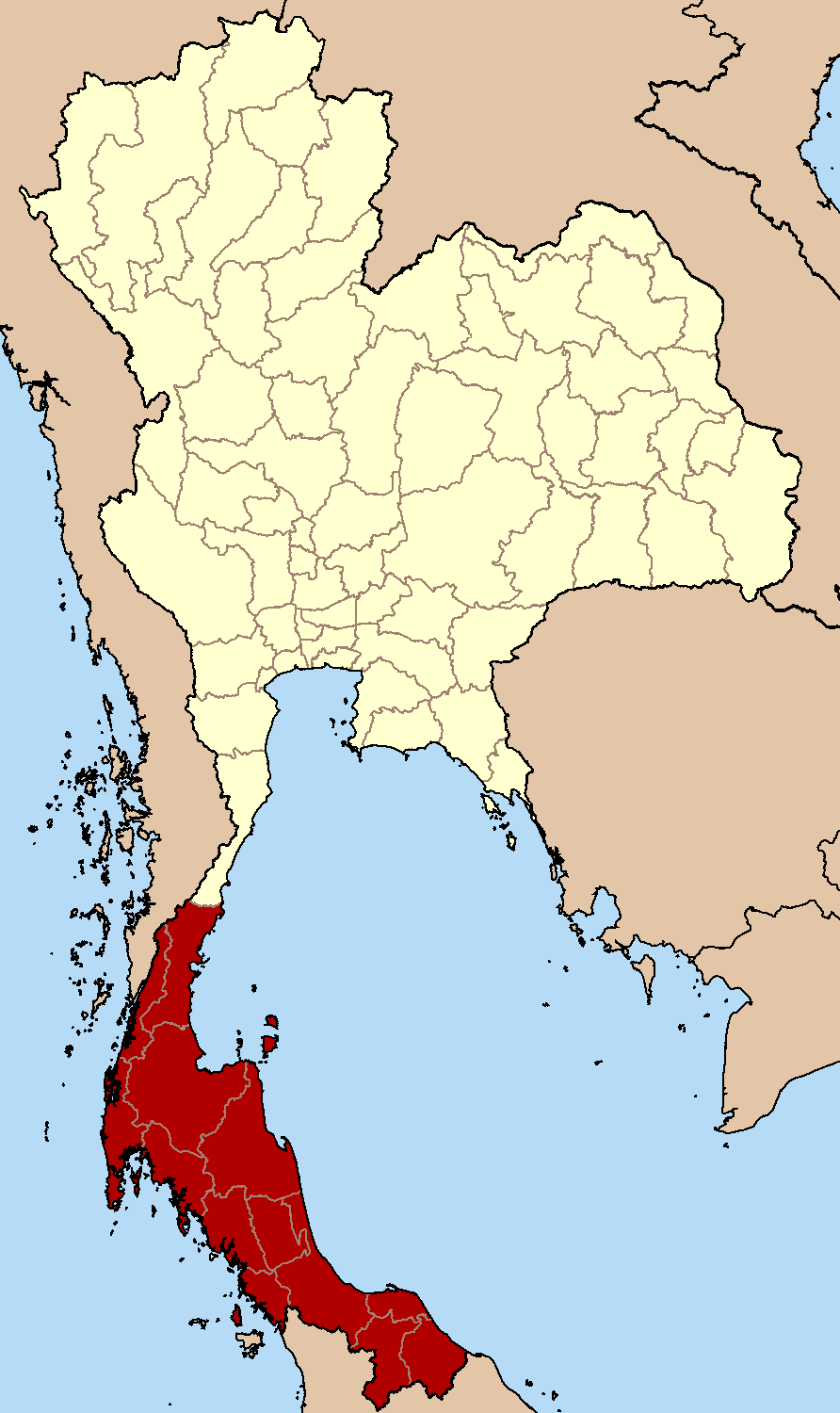
泰国南部地区

泰国-馬來西亞交界地區

泰國南部是泰國主要地理分區之一。北與泰國中部地區以克拉地峽相連，西北鄰緬甸，西為安達曼海，東為泰國灣，南接馬來西亞。泰國南部地區共有14個府，面积77477.52km²，總人口約800萬。其中最南部的三個府（也拉府、北大年府和那拉提瓦府）是泰國在1909年根據《英暹條約》自馬來亞取得，當地居民主要為信伊斯蘭教的馬來人，這一帶曾經有馬來族建立的獨立的北大年蘇丹國，故當地馬來族穆斯林分離主義運動十分活躍，民族关系错综复杂，社会动荡。
泰國南部地區的主要民族有南部泰人、馬來人和華裔、峇峇娘惹，主要宗教有南傳佛教和伊斯蘭教。馬來族穆斯林不僅在泰國最南部的三個府最為集中，也大量分佈在泰國南部地區臨近的其他府。泰南主要城市包括宋卡、合艾、布吉、素叻等。

## 語言
泰國南部地區大部分是南部泰語為主的南—中部泰語双层语言，使大部分的人口是南—中泰雙母語。南部泰人和峇峇娘惹以南部泰語為主母語者中部泰語為被動母語者，在泰國南部的華裔是相反。泰國南部的馬來族講亚维语。